# Nymphon sluiteri
Nymphon sluiteri is een zeespin uit de familie Nymphonidae. De soort behoort tot het geslacht Nymphon. Nymphon sluiteri werd in 1901 voor het eerst wetenschappelijk beschreven door Hoek. 